# 桂文枝の茶屋町ホテル
『桂文枝の茶屋町ホテル』（かつらぶんしのちゃやまちホテル）は、MBSラジオで2001年4月6日より現在まで放送しているラジオ番組である。
かつて同局の看板番組「MBSヤングタウン」のパーソナリティを長年にわたり担当した後、在阪局発の全国ネットテレビ番組の人気司会者としてや落語家で全国に浸透した桂三枝（現・六代桂文枝）が古巣のMBSラジオでレギュラー番組を始めるということで話題となっていた。
開始以来、『桂三枝の茶屋町ホテル』（かつらさんしのちゃやまちホテル）のタイトルで放送されていたが、桂三枝が六代桂文枝を襲名したことに伴い、2012年8月13日放送分より現タイトルに変更され、7月27日の時点で番組メールアドレスも変更された。

## 放送時間
☆は月1回放送
| 期間                   | 曜日         | 放送時間    |   | 放送枠                            |
| ---------------------- | ------------ | ----------- | - | --------------------------------- |
| 開始 - 2002.10.5       | 土（金深夜） | 0:00-2:00   |   |                                   |
| 2002.10.13 - 2003.3.30 | 日           | 17:45-20:00 |   |                                   |
| 2003.4 - 2003.9        | 月           | 20:00-21:00 | ☆ | MBSマンデースペシャル             |
| 2003.10.5 - 2004.3.28  | 日           | 18:00-19:30 |   |                                   |
| 2004.4 - 2004.9        | 月（日深夜） | 1:25-2:25   | ☆ | MBSサンデーミッドナイトスペシャル |
| 2004.10.3 - 2005.3.27  | 日           | 18:00-19:30 |   |                                   |
| 2005.4 - 2005.9        | 月           | 20:00-21:00 | ☆ | MBSマンデースペシャル             |
| 2005.10.2 - 2006.3.26  | 日           | 18:00-19:30 |   |                                   |
| 2006.4 - 2006.9        | 月           | 20:00-21:00 | ☆ | MBSマンデースペシャル             |
| 2006.10.8 - 2007.4.1   | 日           | 18:00-19:30 |   |                                   |
| 2007.4 - 2007.9        | 月           | 20:15-21:00 | ☆ | MBSマンデースペシャル             |
| 2007.10 - 2012.9       | 月           | 20:00-21:00 | ☆ | MBSマンデースペシャル             |
| 2012.10 - 2013.3       | 月           | 21:00-22:00 | ☆ | MBSマンデースペシャル             |
| 2013.4 - 2016.3        | 月           | 20:00-21:00 | ☆ | MBSマンデースペシャル             |
| 2016.4 -               | 月           | 19:00-20:00 | ☆ | MBSマンデースペシャル             |

2006年以降は2021年を除き毎年10月の放送は見送られている。これは阪神タイガースの公式戦の日程の都合上やプレーオフ進出の可能性がある関係と見られる。
2017年11月13日放送分では、「桂文枝芸能生活50周年記念スペシャル」として、放送枠を19:00 - 20:30に拡大。当日は、文枝が番組のPRやお題の発表を兼ねて、本番前までMBSラジオの生ワイド番組（『ありがとう浜村淳です』→『松井愛のすこ〜し愛して♥』→　『こんちわコンちゃんお昼ですょ!』→『上泉雄一のええなぁ!』）へ相次いでゲストで出演した。
2021年は1年延期されて開催の2020東京オリンピックによるプロ野球公式戦の日程の都合上で7月の放送分がイレギュラー枠（普段だと豊永真琴のMBSミュージックパークおよびウイークエンドネットワーク（MBSラジオ自社制作枠企画ネット枠））の16：40-17：40で放送された。8月の放送は見送られて9月も27日に放送が延期された。そのため現在のアシスタントである彩羽のスケジュールが合わず代演代役を立てた。
しかし2022年の5月の放送は文枝が生放送数日前に体調不良を理由に番組始まって以来の欠席となり4月分の宿題作品発表や生放送用作品のお題は急遽見送られて事前に収録していた文枝支配人の落語をノーカットで一席お届けした。アシスタントの彩羽と構成作家さんで進行していた。発表予定だった4月分の宿題作品は5月分の宿題作品の発表と併せて6月分（27日に放送）で発表する予定である。

## 出演者
- メインパーソナリティー（支配人）:六代桂文枝（旧・桂三枝）
- アシスタント（秘書）：彩羽真矢（6代目、2014年1月 - ）

過去のアシスタント
- 松井愛（初代）
- 上田悦子（2代目）
- 松川浩子（3代目）
- 池田千里（4代目）
- 吉竹史（5代目）

池田・彩羽以外のアシスタントは、出演時点で毎日放送アナウンサー。吉竹は、入社1年目の2007年10月から2013年最後の放送（12月16日放送分）まで、歴代の「秘書」で最も長く6年間出演（2014年1月31日付で退社）。

## 主なコーナー
- お笑いマイレージ

誰もが参加できる「ネタ紹介」のコーナー。毎月支配人から出される宿題に投稿し、その時点で「茶屋町ホテル」にチェックイン。さらに、番組でネタが紹介されたら1ポイントずつ加算される。紹介されたネタに支配人が「ピンポン」を鳴らした場合500円のクオカードを送っている。その中で最優秀作にはMVPとして10ポイント、準優秀作にも5ポイント加算される。さらに年間優秀作に選ばれたリスナーには記念品を贈呈している。なお、毎回のエンディングでは、ネタ採用の有無にかかわらず初めて「チェックイン」を果たしたリスナーの名前（またはラジオネーム）を「秘書」が必ず紹介している。
当コーナーのみ、放送終了後にYouTube内のMBSラジオ公式チャンネルから直近数回分の音源を配信している（以前は同局の公式サイトからWindows Media PlayerやReal Player形式で配信）。